# Fontaine-Lestang (metropolitana di Tolosa)
Fontaine-Lestang (in occitano Font l'Estanh) è una stazione della metropolitana di Tolosa, inaugurata il 26 giugno 1993. È dotata di una banchina a sei porte e perciò può accogliere treni composti da due vetture.

## Architettura
L'opera d'arte che si trova nella stazione, jardins d'enfants, è stata realizzata da Hervé Di Rosa e Richard Di Rosa e rappresenta delle "sculture-gioco" con varie tematiche e un mosaico raffigurante la rosa dei venti.

## Servizi
La stazione dispone di:
- Biglietteria automatica
- Scale mobili